# 188534 Mauna Kea
188534 Mauna Kea este un asteroid din centura principală de asteroizi.

## Descriere
188534 Mauna Kea este un asteroid din centura principală de asteroizi. A fost descoperit pe 15 septembrie 2004 la Mauna Kea de J. Pittichova și J. Bedient. Asteroidul prezintă o orbită caracterizată de o semiaxă mare de 2,77 ua, o excentricitate de 0,06 și o înclinație de 5,7° în raport cu ecliptica.